# Colom plumífer ferruginós
El colom plumífer ferruginós (Geophaps plumifera ferruginea) és una espècie d'ocell de la família dels colúmbids (Columbidae) que sovint és considerat una subespècie de Geophaps plumifera. Habita zones rocoses àrides del centre d'Austràlia Occidental.